# 小黏盲鰻
小黏盲鳗（学名：Eptatretus minor）为盲鳗科黏盲鳗属的鱼类。分布於中西大西洋區的墨西哥灣海域，屬底棲魚類，棲息深度在水深300至400公尺，魚體鰓孔6個，黏液孔74至82個。體背中央具有一個白色細斑紋，體長可達39.5公分，棲息在泥底質海域。
其种加词“minor”意为“较小的”。